# CFU Club Championship 2013
Navigation
Édition précédente Édition suivante
Le CFU Club Championship 2013 est la quinzième édition de cette compétition. Elle se dispute entre sept équipes provenant de cinq associations de l'Union caribéenne de football.
Les trois meilleures équipes se qualifient pour la Ligue des champions de la CONCACAF 2013-2014. Il s'agit du W Connection FC, du Valencia FC et du Caledonia AIA, le titre n'étant pas attribué afin d'éviter des frais inutiles aux deux premiers de groupes.

## Participants
La compétition est ouverte à tous les champions et vice-champions des championnats membres de la CFU s'étant terminés avant la fin 2012. Les inscriptions pour tous les clubs intéressés se sont closes le 31 décembre 2012.
Un total de 7 équipes, provenant de 5 associations de la CFU, entrent dans la compétition.
Le tableau des clubs participants est donc le suivant :
| Nation             | Club               | Qualification                                 |
| ------------------ | ------------------ | --------------------------------------------- |
| Antigua-et-Barbuda | Antigua Barracuda  | Seule équipe du pays évoluant en USL Pro 2012 |
| Haiti              | Valencia FC        | Champion d'Haïti 2012                         |
| Jamaïque           | Portmore United FC | Champion de Jamaïque 2011-2012                |
| Jamaïque           | Boys' Town FC      | Vice-champion de Jamaïque 2011-2012           |
| Porto Rico         | Bayamón FC         | Champion de Porto Rico 2012                   |
| Trinité-et-Tobago  | W Connection FC    | Champion de Trinité-et-Tobago 2011-2012       |
| Trinité-et-Tobago  | Caledonia AIA      | Vice-champion de Trinité-et-Tobago 2011-2012  |

| Antigua Barracuda Valencia FC Portmore Unite FC Boys' Town FC Bayamón FC W Connection FC Caledonia AIA |

Les fédérations suivantes n'ont pas présenté d'équipe lors de cette édition de la compétition :
| - Anguilla - Aruba - Bahamas - Barbade - Bermudes - Îles Vierges britanniques - Îles Caïmans - Cuba - Curaçao | - Dominique - République dominicaine - Guyana - Guyane française - Grenade - Guadeloupe - Martinique - Montserrat - Saint-Christophe-et-Niévès | - Sainte-Lucie - Saint-Martin - Saint-Vincent-et-les-Grenadines - Sint Maarten - Suriname - Îles Turques-et-Caïques - Îles Vierges américaines |

## Calendrier
| Phase de groupes (2013)          |                            |   |       |
| Journées 1 Journées 2 Journées 3 | 26 avril 28 avril 30 avril | 7 | 7 à 4 |
| Phase finale (2013)              |                            |   |       |
| Finales                          | 20-22 mai                  | 4 | 4 à 2 |

## Phase de groupes
Les vainqueurs de chaque groupe sont directement qualifiés pour la finale de la compétition et pour la Ligue des champions de la CONCACAF 2013-2014 alors que les seconds accèdent à un match de barrage pour décrocher la troisième place.

### Groupe 1
Les matchs se jouent au Stade Ato Boldon de Couva à Trinité-et-Tobago.
| Rang | Équipe            | Pts | J | G | N | P | Bp | Bc | Diff |
| ---- | ----------------- | --- | - | - | - | - | -- | -- | ---- |
| 1    | W Connection FC   | 4   | 2 | 1 | 1 | 0 | 4  | 0  | +4   |
| 2    | Caledonia AIA     | 3   | 2 | 1 | 0 | 1 | 3  | 5  | -2   |
| 3    | Antigua Barracuda | 1   | 2 | 0 | 1 | 1 | 1  | 3  | -2   |

| Résultats (▼dom., ►ext.) |  |     |     |
| Antigua Barracuda        |  | 1-3 | 0-0 |
| Caledonia AIA            |  |     | 0-4 |
| W Connection FC          |  |     |     |

### Groupe 2
Les matchs se jouent au Complexe Anthony Spaulding de Kingston en Jamaïque.
| Rang | Équipe             | Pts | J | G | N | P | Bp | Bc | Diff |
| ---- | ------------------ | --- | - | - | - | - | -- | -- | ---- |
| 1    | Valencia FC        | 7   | 3 | 2 | 1 | 0 | 7  | 4  | +3   |
| 2    | Portmore United FC | 6   | 3 | 2 | 0 | 1 | 9  | 4  | +5   |
| 3    | Boys' Town FC      | 4   | 3 | 1 | 1 | 1 | 2  | 1  | +1   |
| 4    | Bayamón FC         | 0   | 3 | 0 | 0 | 3 | 1  | 10 | -9   |

| Résultats (▼dom., ►ext.) |  |     |     |     |
| Bayamón FC               |  | 0-2 | 0-5 | 1-3 |
| Boys' Town FC            |  |     | 0-1 | 0-0 |
| Portmore United FC       |  |     |     | 3-4 |
| Valencia FC              |  |     |     |     |

## Phase finale
Le plan original prévoyait une finale entre les deux vainqueurs de groupe et un match de barrage avec un système de confrontation aller-retour. Les deux participants à la finale seraient alors automatiquement qualifiés pour la Ligue des champions de la CONCACAF 2013-2014, tandis que le barrage déterminerait le dernier participant à la grande compétition continentale.
La CFU choisi finalement de ne pas faire jouer la finale pour des questions d'organisation et seul le barrage est disputé sur deux confrontations qui se jouent à Trinité-et-Tobago.

### Barrage
Les matchs de barrages entre les deux seconds se jouent le 20 et 22 mai. Le Caledonia AIA l'emporte 3-2 au score cumulé et se qualifie pour la Ligue des champions de la CONCACAF 2013-2014.
| 20 mai 2013     | Portmore United FC | 0 – 1 | Caledonia AIA      | Stade Hasely Crawford, Port d'Espagne     |                                           |
| 18:00 UTC−04:00 |                    |       | Jamal Gay (en) 27e | Spectateurs : 187 Arbitrage : Leon Clarke | Spectateurs : 187 Arbitrage : Leon Clarke |
| 18:00 UTC−04:00 | Rapport            |       |                    | Spectateurs : 187 Arbitrage : Leon Clarke | Spectateurs : 187 Arbitrage : Leon Clarke |

| 22 mai 2013     | Caledonia AIA                        | 2 – 2 | Portmore United FC                       | Stade Ato Boldon, Couva                   |                                           |
| 18:00 UTC−04:00 | Nathan Lewis 13e · Keyon Edwards 68e |       | Stephen Williams 61e · Andrew Vanzie 74e | Spectateurs : 150 Arbitrage : Marcos Brea | Spectateurs : 150 Arbitrage : Marcos Brea |
| 18:00 UTC−04:00 | Rapport                              |       |                                          | Spectateurs : 150 Arbitrage : Marcos Brea | Spectateurs : 150 Arbitrage : Marcos Brea |

### Finale
Les deux équipes finalistes sont qualifiées pour la Ligue des champions de la CONCACAF 2013-2014.
| 20 mai 2014 | W Connection FC | Annulé | Valencia FC |  |  |
|             |                 |        |             |  |  |

| Champion des Caraïbes 2013 |
| -------------------------- |
| Non attribué               |

## Buteurs
| Rang | Joueur               | Équipe             | Nb Buts |
| ---- | -------------------- | ------------------ | ------- |
| 1    | Augustin Walson      | Valencia FC        | 3       |
| 1    | Ricardo Morris       | Portmore United FC | 3       |
| 3    | Marvin Stewart       | Boys' Town FC      | 2       |
| 3    | Sue-Lae McCalla      | Portmore United FC | 2       |
| 3    | Paul Wilson          | Portmore United FC | 2       |
| 3    | Keyon Edwards        | Caledonia AIA      | 2       |
| 3    | Jamal Gay (en)       | Caledonia AIA      | 2       |
| 3    | Joevin Jones         | W Connection FC    | 2       |
| 9    | Taurean Manders (en) | Antigua Barracuda  | 1       |
| 9    | André Amy            | Valencia FC        | 1       |
| 9    | Jean-Robert Jean     | Valencia FC        | 1       |
| 9    | Samuel Pompée        | Valencia FC        | 1       |
| 9    | Joseph Roody         | Valencia FC        | 1       |
| 9    | Cleon Pryce          | Portmore United FC | 1       |
| 9    | Adrian Reid          | Portmore United FC | 1       |
| 9    | Andrew Vanzie        | Portmore United FC | 1       |
| 9    | Stephen Williams     | Portmore United FC | 1       |
| 9    | Carlos Martin        | Bayamón FC         | 1       |
| 9    | Nathan Lewis         | Caledonia AIA      | 1       |
| 9    | Densill Theobald     | Caledonia AIA      | 1       |
| 9    | Andrei Pacheco (en)  | W Connection FC    | 1       |
| 9    | Stefano Rijssel      | W Connection FC    | 1       |